# HD 86612
HD 86612，又名CD-23 8898，SAO 178271、HR 3946，是一颗恒星，视星等为6.21，位于銀經259.77，銀緯24.14，其B1900.0坐标为赤經9h 54m 29.1s，赤緯-23° 24.14′ 21″。